# Operation Barras
Operation Barras var en räddningsoperation utförd av brittiska Special Air Service (SAS), Special Boat Service (SBS) och Parachute Regiment (Fallskärmsregementet) i syfte att rädda tillfångatagna brittiska soldater i Sierra Leone den 10 september 2000.

## Bakgrund
Brittiska soldater befann sig i Sierra Leone för att bistå FN:s fredsbevarande styrkor att upprätthålla ordningen i landet som under hela 1990-talet drabbats av inbördeskrig. De brittiska soldaterna, som tillhörde den brittiska arméns irländska regemente, hade varit ute på ett uppdrag den 25 augusti 2000 när de avvek från den planerade rutten. De elva brittiska soldaterna och en soldat från Sierra Leones armé fortsatte istället in på fientligt territorium i sina tre militärjeepar. 
Området tillhörde det fruktade gänget West Side Boys. Många av medlemmarna var avhoppade soldater från Sierra Leones armé. Även kvinnor och barn var med i gänget som hade stor del i oroligheterna i Sierra Leone. Gänget leddes av Foday Kallay, även han en avhoppad militär. Soldaten från Sierra Leones armé, Mousa Bangura, förstod direkt att de kunde råka illa ut om West Side Boys såg dem och försökte påtala detta för britternas befäl, major Alan Marshall. Men då var det för sent. En grupp på uppskattningsvis femtio West Side Boys-rebeller hade upptäckt dem och bildade en vägspärr som hindrade britterna så att de varken kunde fortsätta eller återvända. Major Marshall försökte prata sig ur situationen, men rebellerna gav sig inte. De krävde britternas vapen, och eftersom de var i klar minoritet lämnade de över dem. Rebellernas befäl på platsen beslutade att ta britterna till fånga. När han inspekterade deras fordon kände han igen Bangura då de tidigare hade tjänstgjort i armén tillsammans. Han utsattes direkt för grov misshandel, vilken fortsatte under hela fångenskapen. 
Britterna och Bangura fördes till rebellernas högkvarter i Occra Hills, en bit utanför huvudstaden Freetown. Två dagar senare skickades förhandlare från Storbritannien till Sierra Leone för att försöka lösa situationen diplomatiskt. Den 3 september släpptes de fem yngsta britterna i utbyte mot en satellittelefon, mediciner och sprit. Att ge rebellerna alkohol var en medveten taktik av britterna för att försämra rebellernas förmåga att strida vid en eventuell fritagning. De övriga soldaterna utsattes för flera skenavrättningar, varav en var riktigt nära att övergå till en riktig avrättning, men rebellernas ledare Foday Kallay råkade dricka sig medvetslös istället. Bangura hölls fången avskild från britterna. Eftersom han sågs som en förrädare var han fången i en stor grop som utgjorde rebellernas latrin. När förhandlingarna strandade, var Storbritanniens ledare tvungna att besluta om man skulle genomföra en väpnad fritagning. 

## Fritagningen
Klockan 06:16 på morgonen den 10 september 2000 lyfte tre CH-47 Chinook-helikoptrar och tre Lynx-helikoptrar. Ch-47 Chinook skulle sköta transport av soldater och Lynx skulle förse transporthelikoptrarna med skydd mot beskjutning. Det finns även uppgifter som gör gällande att en sjunde helikopter skulle ha använts. Det skulle röra sig om en Mil Mi-24 som flögs av en sydafrikansk legosoldat. I helikoptrarna fanns 130 medlemmar ur fallskärmsregementet och 70 medlemmar ur SAS och SBS. Britterna hade även ett spaningsteam som suttit och spanat i utkanten av rebellernas läger i flera dagar. På så sätt kunde man lättare bedöma situationen. Spaningsteamet hade även till uppgift att skydda helikoptrarna så att de skulle kunna landa säkert. Man hade bedömt att rebellerna var ungefär 200 stycken.
Resan till Occra Hills från flygplatsen i Freetown tog 20 minuter. Många av rebellerna låg fortfarande och sov när britterna slog till. Många var även trötta efter nattens drickande. De brittiska helikoptrarna landade utan problem, men nästan direkt blev SAS-soldaten Brad Tinnion skjuten och han kom att bli britternas enda dödsfall under uppdraget. Utöver detta gick allt britternas väg. Alla i gisslan fritogs och rebellernas ledare Foday Kallay tillfångatogs. Han var en av få rebeller att ge sig utan strid. Klockan sju på morgonen var helikoptrarna tillbaka i Freetowns hamn där de brittiska skeppen RFA Sir Percivale och HMS Argyll väntade. Några brittiska soldater stannade kvar i rebellernas läger till klockan 16:00 och "städade upp".

## Efterdyningar
- 25 medlemmar ur West Side Boys blev bekräftat dödade. Antalet troligt dödade ligger dock på ungefär 60.
- En brittisk soldat, Brad Tinnion, var ende britt som dog under fritagningen. Han tillhörde SAS:s fritagningsstyrka.
- 18 rebeller, däribland ledaren Foday Kallay, tillfångatogs. Kallay dömdes senare för kidnappningen till 50 års fängelse.
- Eftersom en stor del av West Side Boys medlemmar dödades under fritagningen ledde det till att gruppen så småningom splittrades. Detta var en bidragande orsak till att konflikten i Sierra Leone löste sig.